# I Am (álbum de Leona Lewis)
I Am (en castellano Yo soy) es el quinto álbum de estudio de la cantante y compositora británica Leona Lewis. Fue lanzado el 11 de septiembre de 2015 por Island Records después de que Lewis se despidiera de Syco Music en junio de 2014. La grabación comenzó a mediados de 2013, durante la producción del primer álbum de Navidad de Lewis y el cuarto álbum de estudio, Christmas with Love. Las sesiones de grabaciones se reanudaron en enero de 2014 con el productor Poet, Toby Gad y Wayne Wilkins. 
I Am es precedido por el lanzamiento de «Fire Under My Feet» y la canción del título del álbum, excepto en los Estados Unidos, donde «Thunder» precede al álbum. El álbum vendió 24.000 copias en todo el mundo durante su primera semana de lanzamiento.

## Antecedentes
En febrero de 2013, un representante de Syco Music, la entonces discográfica de Lewis, anunció que estaba a punto de empezar a escribir y grabar material "inminentemente" para su cuarto álbum de estudio, y que sería lanzado a finales de 2013. La noticia vino después de que Lewis anunciara que se había separado de Modest! Management, el equipo directivo que la había representado desde que ganó la tercera serie de The X Factor en 2006. Varios medios de comunicación especularon que esto se debió al débil rendimiento comercial de su tercer álbum de estudio, Glassheart, que fue lanzado en noviembre de 2012. Se convirtió en su primer álbum en no debutar en el número uno o ganar la certificación de platino en el Reino Unido. En agosto de 2013, Lewis confirmó que estaba en el proceso de grabar su primer álbum de Navidad, y que el jefe del sello y su amigo, Simon Cowell, surgió con la idea. Lewis lanzó Christmas, with Love en noviembre de 2013; Alcanzó el puesto número 13 en la lista de álbumes del Reino Unido y fue certificado oro por la Industria Fonográfica Británica (BPI). Hasta diciembre de 2013, el álbum había vendido más de 100 000 ejemplares.

## Grabación
El 27 de noviembre de 2013, Lewis declaró que, durante la producción de Christmas, with Love en el verano de 2013, se reunió con un par de productores para conceptualizar un tema para el álbum. Ella confirmó que las sesiones oficiales de grabación para el álbum comenzaría en enero de 2014. También dijo que recientemente "alcanzó" a un par de diferentes compositores y productores y expresó su deseo de trabajar con Bruno Mars y sus colaboradores frecuentes, The Smeezingtons. El 19 de diciembre de 2013, Lewis confirmó que había grabado un par de canciones con Poet, que ha producido material para los Black Eyed Peas, así como algunos otros productores sin nombre. Ella declaró sus intenciones de volver al estudio con Poet. El 30 de agosto de 2014, Lewis reveló que había pasado la semana en el estudio trabajando con Jesse Shatkin, quien coescribió «Chandelier» para la cantante y compositora australiana Sia Furler. El 10 de septiembre, Diane Warren confirmó que ella y Lewis estarían trabajando juntas.

## Lanzamiento y promoción
La promoción de I Am comenzó el 19 de diciembre de 2014 cuando Lewis publicó un corto clip interpretando «Fire Under My Feet» y tocando el piano, mientras que un miembro de su banda tocaba la batería. El 12 de febrero de 2015; Lewis subió un video en YouTube que mostraba su grabación de la canción en el estudio. Cuatro días más tarde, otro video fue cargado, mostrando a Lewis grabando varias otras canciones del álbum. El 14 de abril de 2015, Def Jam organizó una fiesta de escaparate del álbum durante la cual Lewis interpretó cinco canciones del álbum por primera vez, incluyendo «Fire Under My Feet», la canción «I Am», «I Got You», «Ladders» y «Thank You». Dos días más tarde, la portada para la edición estándar del álbum fue revelada. El 21 de abril de 2015 se subió un nuevo video a través de la cuenta oficial de YouTube de Lewis; Documentando el proceso de grabación de «Fire Under My Feet». También mostró la sesión de fotos que tuvo lugar tanto para el sencillo como para el álbum, mientras que también interpretó un fragmento de «Fire Under My Feet» durante el video. El 13 de junio de 2015, Lewis interpretó «I Got You» y «Another Love Song» en el club nocturno G-A-Y de Londres. El mismo día, estrenó «Essence of Me» en BBC Radio 2.
La lista de canciones para la edición estándar y de lujo fueron reveladas por primera vez por Amazon el 24 de junio de 2015, mientras que las ilustraciones para la edición de lujo se dieron a conocer al día siguiente. El 26 de junio de 2015 Universal Music colocó pre-pedidos para I Am en su página web oficial. El 27 de junio de 2015, el álbum fue puesto a disposición para pre-orden en iTunes. El 13 de agosto de 2015; «Another Love Song» se puso a la venta como una canción promocional en varias tiendas digitales, como iTunes y 7digital. «Power» fue lanzado como canción promocional en Alemania el 28 de agosto de 2015. Posteriormente se puso a disposición en todos los demás países el 4 de septiembre de 2015. Las versiones de estudio de «I Got You» y «Ladders» fueron estrenadas en su totalidad en BBC Radio 2 el 1 de septiembre y el 3 de septiembre de 2015, respectivamente.

### Sencillos
El primer sencillo del álbum, «Fire Under My Feet», fue lanzado el 7 de junio de 2015. Escrito por Lewis y Toby Gad, la pista alcanzó el puesto 51 en el Reino Unido después de su lanzamiento. Además, alcanzó el número 4 en la lista estadounidense Billboard Hot Dance Club Songs. «I Am» fue lanzado en iTunes UK el 17 de julio de 2015 como el segundo sencillo del álbum en el país. «Thunder» fue lanzado como el tercer sencillo oficial de I Am el 24 de julio de 2015; También sirvió como la liberación del plomo del álbum en los mercados de los EE. UU. Impactó en US adult contemporary radio el 27 de julio de 2015. «Thunder» fue lanzado como el tercer sencillo en el Reino Unido; Impactó oficialmente la radio británica el 24 de octubre de 2015.

### I Am Tour
El 11 de septiembre de 2015, Leona anunció su tercera gira de conciertos, I Am Tour, para apoyar el álbum, con una serie inicial de catorce fechas en Gran Bretaña.

## Listado de canciones
- Edición estándar

| N.º | Título               | Productor(es)                | Duración |  |
| 1.  | «Thunder»            | Toby Gad                     | 3:43     |  |
| 2.  | «Fire Under My Feet» | Gad                          | 3:35     |  |
| 3.  | «You Knew Me When»   | Gad                          | 3:40     |  |
| 4.  | «I Am»               | Gad White                    | 3:42     |  |
| 5.  | «Ladders»            | Wayne Wilkins, Kevin Anyaeji | 3:26     |  |
| 6.  | «The Essence of Me»  | Gad                          | 3:41     |  |
| 7.  | «I Got You»          | Gad                          | 3:01     |  |
| 8.  | «Power»              | James Eliot                  | 3:19     |  |
| 9.  | «Another Love Song»  | Gad TMS                      | 3:26     |  |
| 10. | «Thank You»          | Gad                          | 4:02     |  |

- Edición de lujo

| N.º | Título                                         | Productor(es)    | Duración |  |
| 11. | «Thick Skin»                                   | Gad              | 2:58     |  |
| 12. | «The Best and the Worst»                       | Gad, Naughty Boy | 3:24     |  |
| 13. | «I Am» (Acústico)                              | Gad              | 3:26     |  |
| 14. | «Thunder» (Acústico)                           | Gad              | 3:17     |  |
| 15. | «Fire Under My Feet» (United Studios Sessions) | Gad              | 3:43     |  |

- Edición Japonesa

| N.º | Título                             | Productor(es) | Duración |  |
| 16. | «Fire Under My Feet» (Endor Remix) | Endor         | 3:33     |  |

## Posicionamiento
| País              | Medio u organización publicadora | Ranking         | Posición | Ref.   |
| ----------------- | -------------------------------- | --------------- | -------- | ------ |
| América del Norte |                                  |                 |          |        |
| Estados Unidos    | Billboard                        | Billboard 200   | 38       | [ 24 ] |
| Europa            |                                  |                 |          |        |
| Alemania          | BVMI                             | Top 100 álbumes | 33       | [ 25 ] |
| Austria           | Ö3 Hitradio                      | Top 75 álbumes  | 34       | [ 26 ] |
| Bélgica (Flandes) | Ultratop                         | Top 100 álbumes | 83       | [ 27 ] |
| Bélgica (Valonia) | Ultratop                         | Top 100 álbumes | 44       | [ 28 ] |
| Escocia           | OCC                              | Top 40 álbumes  | 11       | [ 29 ] |
| España            | PROMUSICAE                       | Top 100 álbumes | 25       | [ 30 ] |
| Grecia            | IFPI                             | Top 75 álbumes  | 75       | [ 31 ] |
| Irlanda           | IRMA                             | Top 75 álbumes  | 22       | [ 32 ] |
| Reino Unido       | OCC                              | Top 100 álbumes | 12       | [ 33 ] |
| Reino Unido       | OCC                              | Digital Albums  | 8        | [ 34 ] |
| Suiza             | Swiss Music Charts               | Top 100 álbumes | 23       | [ 35 ] |
| Oceanía           |                                  |                 |          |        |
| Australia         | ARIA                             | Top 50 álbumes  | 82       | [ 36 ] |

## Historial de publicaciones
| País o estado              | Fecha                    | Sello                   | Edición(es)        | Ref.   |
| -------------------------- | ------------------------ | ----------------------- | ------------------ | ------ |
| Historial de publicaciones |                          |                         |                    |        |
| Irlanda                    | 11 de septiembre de 2015 | Island Records, Def Jam | Estándar y de lujo | [ 37 ] |
| Reino Unido                | 11 de septiembre de 2015 | Island Records, Def Jam | Estándar y de lujo | [ 15 ] |
| Estados Unidos             | 11 de septiembre de 2015 | Def Jam                 | Estándar y de lujo | [ 38 ] |